# 虚偽記憶
虚偽記憶（きょぎきおく）とは、記憶（エピソード記憶）と実際の出来事の間にずれが確認された場合に指摘される（英: False memory）の日本語訳の１つ。「うその記憶」「うそつき」といったイメージが先行することを避けるために斎藤学は「過誤記憶」と訳している。

## 歴史

### 背景
1980年代以降、トラウマ（独: Trauma、詳細は心的外傷を参照）が精神疾患を引き起こすというフロイトの初期の理論を援用し、抑圧された性的虐待の記憶を引き出せば精神疾患は治ると考えた一部のカウンセラーが、催眠療法（アミタールなど催眠系の薬物を利用したものもあった）を行い始める。その過程で、成人した女性が父親から性的暴力を受けたと被害申告するようになり、父親を告訴するようになった。

1988年、エレン・バスとローラ・デイビスの著書『The Courage to Heal』（邦題『生きる勇気と癒す力』）が出版される。この書物で女性が理由もわからず鬱に悩んでいるのであれば、少女・幼児期に受けた性的虐待の記憶を抑圧されている可能性が高い。虐待されたと感じているなら虐待されていると主張すべきと提唱した。
これが発端となって、アメリカでは多くの女性クライエントが、引き出された記憶をもとに、加害者である家族（近親姦をおこなった父など）を被告に相手どって法廷闘争をくりひろげるようになる。『Trauma and Recovery』（邦題『心的外傷と回復』）の著者として名高い精神科医ジュディス・ハーマン（Judith Herman）なども原告側の立場に立ったが、司法の場は彼女たちに冷たいとある程度予見していた。このあたりの経緯に関しては「虚偽記憶の歴史」に詳しい。

これに対して被告側の弁護に立った認知心理学者エリザベス・ロフタス（Elizabeth Loftus）が、「ショッピングモールの迷子」という実験をおこない、クライエントの訴える近親姦の記憶は、セラピストやカウンセラーが捏造した事件をクライエントに植え込んだものであると主張し、原告たちの一連の訴えを偽記憶症候群（にせきおくしょうこうぐん:FMS:False Memory Syndrome）と名づけた。
また、虐待加害者として訴えられた親たちも、このロフタスと連動して、症候群の名前に基づいて1992年、偽記憶症候群財団（FMSF:False Memory Syndrome Foundation）を設立し、財源的にも裁判を有利に闘っていく態勢をととのえた。

### 回復記憶セラピーの停止
エリザベス・ロフタスは記憶が操作される可能性を司法の場で指摘した。彼女は「ショッピングモールの迷子」という実験において、まず家族の証言による実際の過去の記録3つに「ショッピングモールにおいて迷子になった」という嘘の記録1つを混ぜることで、4分の1の被験者に対してその嘘の記憶を埋め込むことに成功したことを示した。
FMSF＝ロフタス側は裁判では勝ったものの、ロフタスの実験の妥当性を疑問視する声が多く起こった。
臨床的記憶の専門家ハーベイなどからも綿密な反論が発表され、FMSF側の勝訴は自分たちの虐待を金の力と屁理屈で封じ込めるなど人間的に許しがたい行為であるとして激しい論争が巻き起こった。これを記憶戦争またはメモリー・ウォー（Memory War）という
ロフタスは1997年に、カウンセラーが虐待の記憶を呼び戻す治療法の有用性そのものについて否定的な論文を発表している。
回復記憶セラピー（RMT: Recovered Memory Therapy）はその後下火になっていった。

## その後の研究
実際の事柄と異なった記憶が生まれる条件があると仮定し、その条件を探ることは研究として有用である。特に認知症などの分野での応用が期待される。
他方で精神医学や臨床心理、司法などでは発言と事実との関係において何を重視するかが異なるため、議論のすり合わせが難しい。
臨床心理においては、発話を嘘と決めてかかることは論外として、その発話が何故なされたのかという点に注目していく。
より医学的に見ても、意識状態の変化や、神経系統の随伴症状が伴うので、誇張や作話が行なわれるときには判別が可能とされる。
司法の場で行われる判断も、単純な真偽ではなく、証拠の妥当性が問われ、疑わしきは被告の有利に、という原則が適用されている。
このことを背景に、冒頭に述べたような「過誤記憶」という訳が新たに考えられた。2015年に発表された、「厳格・透明性指数」で上位10％に入る学術誌『心理科学』によれば、自分が犯してもいないのに、なぜか犯してしまった犯罪の記憶を植え付けられることも極めて簡単で、その成功率は驚くべきことに70％であるという。